# Protestas de Cachemira
Las protestas de Cachemira de 2016-2018 también conocidos como los secuelas de Burhan, se refieren a una serie de protestas violentas en el Valle de Cachemira de Jammu y Cachemira administradas por la India. Comenzó con el asesinato de Burhan Wani, comandante de la organización milicia islámica con base en Cachemira Hizbul Mujahideen, por las fuerzas de seguridad indias el 8 de julio de 2016. Después de su asesinato, comenzaron las protestas antiindias en los 10 distritos del Valle de Cachemira. Los manifestantes desafiaron el toque de queda con ataques a las fuerzas de seguridad y propiedades públicas.
El toque de queda se impuso en los 10 distritos del valle el 15 de julio y los servicios móviles fueron suspendidos por el gobierno. El valle de Cachemira permaneció por debajo de los 53 días de toque de queda consecutivo que se levantó de todas las áreas el 31 de agosto, pero se volvió a imponer en algunas áreas al día siguiente.
La policía de Jammu y Cachemira y las fuerzas paramilitares indias usaron pistolas de proyectiles, proyectiles de gas lacrimógeno, balas de goma y rifles de asalto, resultando en la muerte de más de 90 civiles, con más de 15,000 civiles heridos y como resultado de armas de perdigones, muchas personas también quedaron ciegas. Dos miembros del personal de seguridad también murieron, mientras que más de 4,000 personas resultaron heridas en los disturbios. Algunos columnistas, incluido Prem Shankar Jha, han calificado los disturbios como la Intifada de Cachemira.

## Antecedentes

### Operación contra Burham
El 8 de julio de 2016, Burhan Wani fue asesinado en una operación planificada por la policía de Jammu y Cachemira y los Rifles Rashtriya. Después de un aviso de que Wani planeaba bajar del bosque de Tral para asistir a las celebraciones de Eid, él y sus dos compañeros fueron arrinconados en la zona de Kokernag. Según los oficiales de la policía, después de un intercambio de disparos, la casa en la que estaban encerrados los militantes fue bombardeada, matando a los tres militantes. Sin embargo, testigos oculares han declarado que los tres militantes fueron derribados mientras trataban de escapar.
Según un oficial de policía, había recelos en el establecimiento de seguridad contra el asesinato de Wani debido a su popularidad, pero las autoridades no los escucharon. Wani dejó su hogar para convertirse en militante a los 15 años después de un incidente con la policía que lo humilló. La juventud de Cachemira encolerizada por la “militarización sin fin” del Valle se sintió atraída por él y su presencia constante en las redes sociales lo convirtió en un nombre familiar.
El periodista Fahad Shah declaró que, con el asesinato de Wani, la situación en Cachemira entró en un período de “inestabilidad amplificada”. En el funeral de Wani, aproximadamente 200,000 personas vinieron a llorarlo, algunos de ellos desde partes remotas del valle. Se ofrecieron cuarenta oraciones fúnebres consecutivas, así como un saludo de 21 cañones por parte de los militantes. Los manifestantes se habían manifestado contra su asesinato y se han informado incidentes continuos de apedreamientos desde la noticia de su muerte.

## Protestas
Más de 100 personas, incluidos 2 policías, han muerto durante los disturbios. Más de 19,000 personas, incluyendo más de 15,000 civiles, así como 4,000 miembros del personal de seguridad han resultado heridos en los disturbios. Según los médicos locales, es probable que al menos 117 civiles pierdan la vista como resultado de las lesiones causadas por los disparos de perdigones. Tres policías desaparecieron el 9 de julio y uno fue muerto el 10 de julio durante las protestas en el distrito de Anantnag cuando una turba empujó su vehículo hacia el río Jhelum. Otro policía murió el 24 de julio, sucumbiendo a las heridas recibidas el 15 de julio durante un ataque contra una estación de policía en Kulgam. Dos de los policías desaparecidos fueron rastreados por la policía estatal y se descubrió que habían quedado incomunicados después de que se cortaran los servicios móviles. Las fuerzas de seguridad no pudieron encontrar al tercer policía, o un gran alijo de armas que desapareció después de que se inmolaba una estación de policía en el sur de Cachemira. El 18 de septiembre de 2016, 18 soldados del ejército indio murieron durante un ataque de militantes en Uri.